# Josep Guinovart

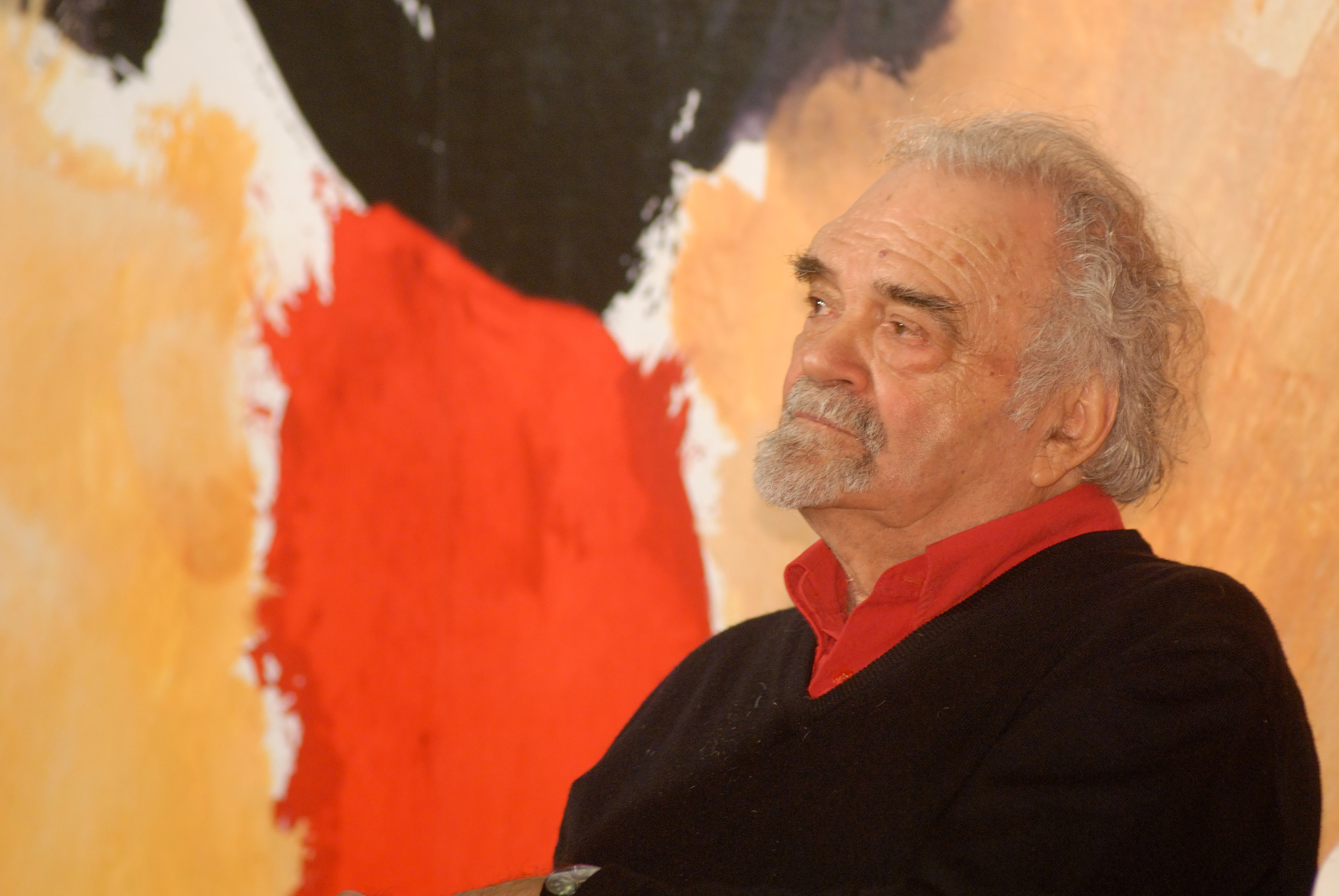
Josep Guinovart, 2007.

Josep Guinovart i Bertran (* 20. März 1927 in Barcelona; † 12. Dezember 2007 ebenda) war ein spanischer Maler und Grafiker.

## Leben
Josep Guinovart besuchte ab 1941 die „Escuela de Maestros Pintores“, anschließend die Kunstschule in Barcelona und Paris. Nach seiner Rückkehr lebte er in Agramunt bei Lleida.
Er war 1948 neben Künstlern wie Joan Miró und Antoni Tàpies Mitbegründer der katalanischen Künstlergruppe „Dau al Set“, einer Avantgarde-Bewegung in der Zeit des diktatorischen Regimes von Francisco Franco.
Er starb an den Folgen eines Herzinfarktes.

## Wirken
Guinovart galt als einer der wichtigsten abstrakten Künstler der Nachkriegszeit in Spanien. Er wurde international bekannt mit großflächigen Wandmalereien und Collagen.
Seine Werke sind auch in Europa, den USA und Lateinamerika ausgestellt. Die meisten seiner Werke befinden sich im 1994 eröffneten Museum „Espai Guinovart de Agramunt“ im katalanischen Agramunt.
1987 wurde er von der Confederación Española de Organizaciones Empresariales (CEOE) ausgezeichnet. 1992 präsentierte er seine Arbeiten auf dem katalanischen Stand der EXPO 92 in Sevilla. Ebenfalls 1992 zeigte die Banco Bilbao Vizcaya Argentaria eine umfassende Ausstellung seiner Arbeiten. 1997 folgte eine Ausstellung über sein Lebenswerk im Cuartel del Conde-Duque in Madrid und 2002 im „Pedrera“ in Barcelona.